# Rue Dolomieu
La rue Dolomieu est une voie située dans le quartier du Jardin-des-Plantes du 5e arrondissement de Paris.

## Situation et accès
Cette rue très courte (25 m) relie deux voies quasi parallèles, la rue de la Clef à l'est et la rue Monge à l'ouest et ne possède que deux numéros aussi bien du côté pair que du côté impair.
La rue Dolomieu est desservie à proximité par la ligne 7 à la station Place Monge.

## Origine du nom
Elle porte le nom de Déodat Gratet de Dolomieu (24 juin 1750 – 28 novembre 1801), un géologue français, en raison de la proximité du Muséum national d'histoire naturelle.

## Historique
Cette voie est ouverte par la Ville de Paris en 1879 et prend la même année (ou 1881, voir date ci-contre) le nom de « rue Dolomieu ».

## Bâtiments remarquables et lieux de mémoire
- La rue débouche sur la place Monge.